# Peter Post

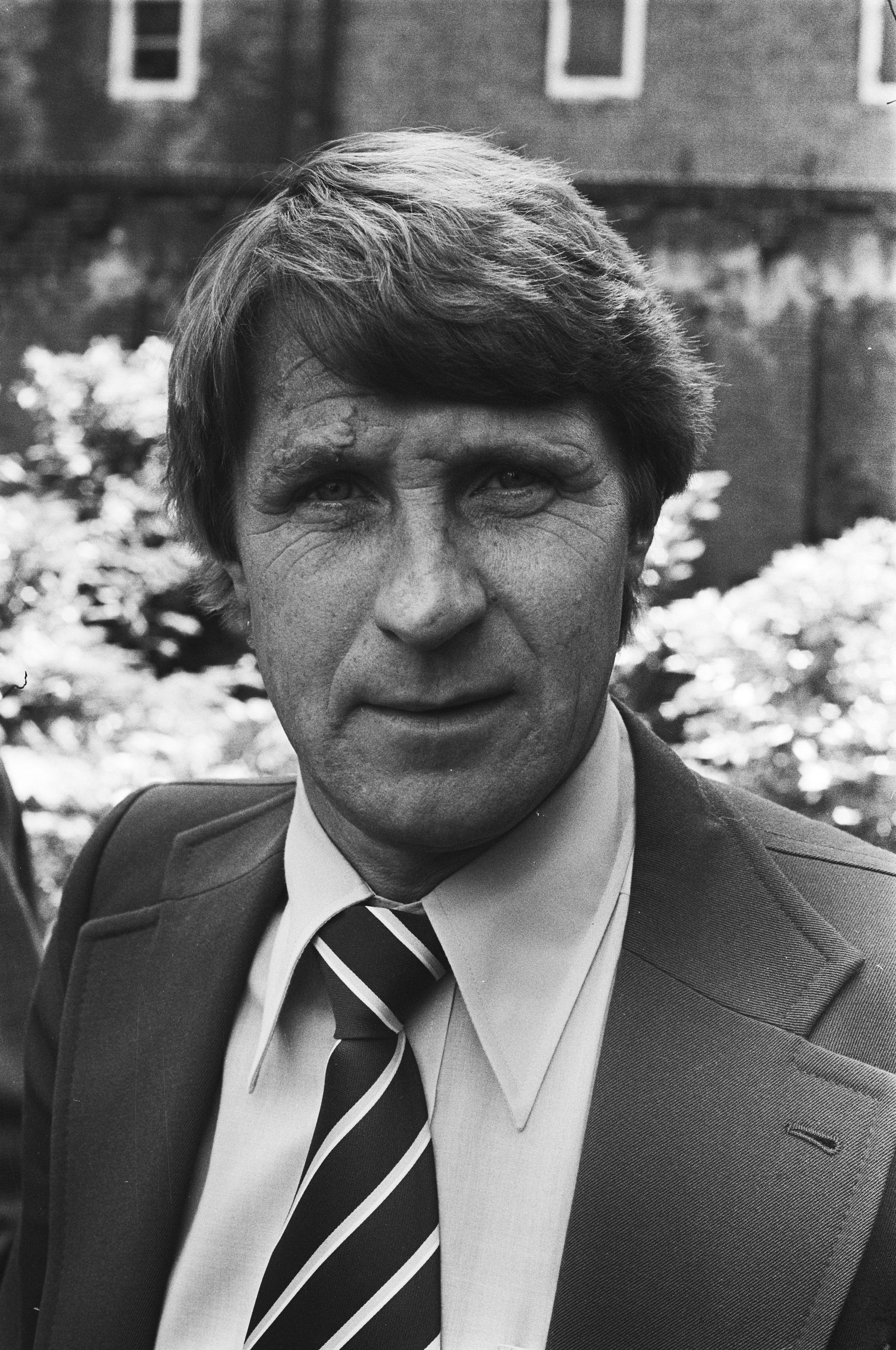
Peter Post em 1977

Peter Post  (12 de novembro de 1933 - 14 de janeiro de 2011) foi um ciclista profissional holandês cuja carreira durou entre 1956 e 1972.